# Edward Y. Kuan
Edward Y. Kuan 关镛 fue un diplomático Taiwanés.
- Fue Vicecónsul en el Consulado General en Houston.
- Fue cónsul General Adjunto en Vancouver.
- Fue jefe del Departamento de Asuntos Exteriores de las Américas, la División del Director Adjunto Ministerio de Asuntos Exteriores de América del Norte y el primer jefe de Estado Mayor en Taipéi.
- De 1967 al junio de 1972 fue el primer embajador en Maseru (Lesoto).
- Después de regresar fue desempenado en la División de América del Norte del Ministry of Foreign Affairs (Taiwan) en Taipéi.
- De 01 de junio de 1976 a julio de 1979 fue embajador en Pretoria (Sudáfrica).[1]
- De 1986 a 1990 fue el último embajador taiwanes en Arabia Saudita.[2]
- En 1993, se desempeñó como presidente del Comité de Coordinación para América del Norte.
- De 01 de febrero de 1994 a 01 de octubre de 1996 fue embajador en San José (Costa Rica).[3]